# Jay Grdina
John G "Jay" Grdina (11. listopada 1967.) je američki pornografski glumac, redatelj i producent. Hrvatskog je podrijetla. Na filmskim špicama pojavljuje se pod imenom Justin Sterling.
Grdina se rodio u Ohiju u dobrostojećoj stočarskoj obitelji koja je posjedovala rančeve. Obitelj je doselila u SAD iz Hrvatske iz Karlovca.
Bivši je suprug pornografske glumice Jenne Jameson.